# Gaucher (film)
Pour les articles homonymes, voir Gaucher (homonymie).
Pour plus de détails, voir Fiche technique et Distribution.
Gaucher (Левша, Levcha) est un film d'animation soviétique réalisé par Ivan Ivanov-Vano, sorti en 1964.

## Fiche technique
- Titre : Gaucher[1]
- Titre original : Левша (Levcha)
- Réalisation : Ivan Ivanov-Vano
- Scénario : Ivan Ivanov-Vano
- Musique : Anatoli Alexandrov
- Pays d'origine : URSS
- Format : Couleurs - 35 mm - Mono
- Genre : conte merveilleux
- Durée : 42 minutes
- Date de sortie : 1964

## Distribution

### Voix originales
- Dmitri Jouravliov